# Пессинетто
Пессинетто (итал. Pessinetto) — коммуна в Италии, располагается в регионе Пьемонт, в провинции Турин.
Население составляет 607 человек (2008 г.), плотность населения составляет 121 чел./км². Занимает площадь 6 км². Почтовый индекс — 10070. Телефонный код — 0123.
Покровителем коммуны почитается святой Иоанн Креститель, празднование 24 июня.

## Демография
Динамика населения:

## Администрация коммуны
- Официальный сайт: http://www.comune.pessinetto.to.it/ Архивная копия от 15 июня 2010 на Wayback Machine